# Pseudoxyrhopus microps
Pseudoxyrhopus microps — вид змій родини Pseudoxyrhophiidae. Ендемік Мадагаскару.

## Поширення і екологія
Pseudoxyrhopus microps поширені на півночі і сході острова Мадагаскар, та на сусідньому острові Нусі-Бе. Вони живуть у вологих рівнинних тропічних лісах, поблизу струмків, трапляються на полях.